# Ангел Константинов (художник)
Ангел Константинов е български художник и скулптор.

## Биография
Ангел Георгиев Константинов е роден на 10 ноември 1927 г. в Берковица. Завършва живопис през 1952 г. в Художествената академия в София в класа на проф. Никола Ганушев, а слуша лекции и при проф. Дечко Узунов.
Живее и работи като преподавател по изобразително изкуство в Института за детски учители във Враца. Има участие в редица общи художествени изложби в страната, а първата си самостоятелна изложба прави през 1987 г.
Умира през 1998 г.

## Творчество
Работи в широк жанров диапазон – портрет, пейзаж, натюрморт, скулптура. Водещ мотив в неговите портрети са исторически лица и близки обичани образи, а при пейзажите – великолепните гледки на Северозападна България.
Освен живопис, твори и в полето на монументалните портрети и скулптурата. Художественият му талант е открит от проф. Бойчо Григоров – първия му учител по рисуване в гимназията „д-р Иван Панов“ в Берковица. Художествената галерия във Враца притежава едни от най-значимите му творби, като портрета на Мито Цветков и битката при Милин камък.
Изработва и скулптура на Иван Вазов за училището в град Вършец.
Последната му ретроспективна изложба – „Един живот, отдаден на изкуството и любимите хора“ е през 2017 г. в градската художествена галерия „Отец Паисий“ в Берковица. В нея са показани избрани произведения от цялото му творчество по повод 90-годишнината от рождението му.

## Галерия
- Натюрморт, маслени бои, платно
- Лалета, маслени бои, платно
- Пейзаж, маслени бои, платно